# Zeca Pirão
José Wilson Costa Araújo, mais conhecido como Zeca Pirão (Belém, 23 de abril de 1959), é um empresário e político brasileiro, filiado ao MDB. Nas eleições de 2022, foi eleito deputado estadual pelo Pará.

## História
Zeca Pirão é empresário e sua vida pública teve início ainda na década de 90 quando promovia eventos populares nos arredores de Belém.
Participou pela primeira vez de uma eleição em 2000 quando se candidatou ao cargo vereador de Belém pelo PL, conseguindo apenas a suplência. Nessa eleição, usou seu nome verdadeiro, José Wilson. Se candidatou novamente em 2004, agora filiado no PP e dessa vez, conseguiu se eleger, adotando o apelido Zeca Pirão.
Em 2008 foi candidato a vice-prefeito na chapa de José Priante (PMDB) nas eleições da capital paraense, chegando a ir ao segundo turno, mas ambos foram derrotados por Duciomar Costa (PTB).
Tentou, mas sem sucesso, ser deputado estadual nos anos de 2006, 2010, 2014 e 2018, ficando na suplência, passando por partidos como o PP, PMDB e Solidariedade.
Em 2012 voltou a assumir um cargo público quando se elegeu vereador de Belém, sendo reeleito em 2016 e 2020, na última, se tornando o mais votado daquelas eleições. Nessa eleição, Zeca retornou ao MDB.
Em 2013 assumiu a presidência do Clube do Remo após a renúncia de Sérgio Cabeça, de onde foi eleito como vice. Em sua gestão, o clube azulino conquistou a vaga para a Série D do ano seguinte do Campeonato Brasileiro. No entanto, seu mandato ficou marcando por vários escândalos, sendo eles o da reforma do Baenão, sob acusação de atraso nas obras do estádio. Por conta disso, Pirão não se reelegeu presidente do clube nas eleições de 2014. Em 2016 tentou mais uma vez se candidatar ao cargo e novamente não obteve sucesso, mas, acabou assumindo a direção de futebol do clube.
Em 2021 foi eleito presidente da Câmara dos Vereadores após a sua eleição para o quarto mandato de vereador em 2020. Como presidente, Pirão adotou o modelo de Sessão Itinerante, atendendo os moradores da Ilha do Mosqueiro, Icoaraci e Outeiro. Em sua gestão, foi inaugurado o Serviço de Assistência Médica e Social (SEM); reinaugurou o Núcleo de Apoio ao Cidadão (NACI) e conseguiu a aprovação dos Projetos de Lei n° 631/2022 e n° 4/2021, que concede reajuste na remuneração dos servidores públicos da Câmara Municipal Belém (CMB) em 2022 e dispõe sobre a obrigatoriedade de contratação de Bombeiros Civis em Belém.
Em 2022 se candidatou pela quinta vez ao cargo de deputado estadual e conseguiu se eleger. Por conta disso, renunciou o seu mandato na Câmara dos Vereadores de Belém para assumir a Assembleia Legislativa do Pará, com a sua cadeira sendo ocupada pelo colega de partido, Wellington Magalhães.
Em 2024 chegou a ser cotado para disputar as eleições para a prefeitura de Belém, liderando algumas pesquisas de intenção de voto. Porém, o MDB decidiu pela candidatura do secretário de cidadania e deputado estadual Igor Normando.

## Desempenho em eleições
| Ano  | Eleição            | Coligação                                       | Partido | Candidato a       | Votos            | Resultado  |
| ---- | ------------------ | ----------------------------------------------- | ------- | ----------------- | ---------------- | ---------- |
| 2000 | Municipal de Belém | Aliança Liberal Ecológica (PL / PV)             | PL      | Vereador          | 2.985 (0,55%)    | Suplente   |
| 2004 | Municipal de Belém | PP                                              | PP      | Vereador          | 8.293 (1,25%)    | Eleito     |
| 2006 | Estadual no Pará   | PP                                              | PP      | Deputado estadual | 20.490 (0,75%)   | Suplente   |
| 2008 | Municipal de Belém | Melhor Para Belém (PMDB / PP / PRB)             | PP      | Vice-prefeito     | 295.997 (40,40%) | Não eleito |
| 2010 | Estadual no Pará   | PMDB                                            | PMDB    | Deputado estadual | 19.210 (0,62%)   | Suplente   |
| 2012 | Municipal de Belém | PMDB                                            | PMDB    | Vereador          | 7.153 (1,03%)    | Eleito     |
| 2014 | Estadual no Pará   | A Força da Nossa Gente (SD / PRB)               | SD      | Deputado estadual | 26.146 (0,76%)   | Suplente   |
| 2016 | Municipal de Belém | Belém Escolhendo Certo (PSDB / PTB / SD / PSDC) | SD      | Vereador          | 7.842 (1,10%)    | Eleito     |
| 2018 | Estadual no Pará   | SD                                              | SD      | Deputado estadual | 16.376 (0,45%)   | Suplente   |
| 2020 | Municipal de Belém | MDB                                             | MDB     | Vereador          | 10.851 (1,58%)   | Eleito     |
| 2022 | Estadual no Pará   | MDB                                             | MDB     | Deputado estadual | 61.766 (1,44%)   | Eleito     |